# Parrocchia di Vermilion
La parrocchia di Vermilion (in inglese Vermilion Parish) è una parrocchia dello Stato della Louisiana, negli Stati Uniti. La popolazione al censimento del 2000 era di 53 807 abitanti. Il capoluogo è Abbeville.
La parrocchia (in Louisiana le parrocchie costituiscono un livello amministrativo equivalente a quello delle contee degli altri stati degli USA) fu creata nel 1844.

## Comunità

### Città
- Abbeville (capoluogo)
- Kaplan

### Town
- Delcambre (parte)
- Erath
- Gueydan

### Villaggi
- Maurice

### Unincorporated community
- Boston
- Charogne
- Forked Island
- Grosse Isle
- Henry
- Leblanc
- Leroy
- Indian Bayou
- Intracoastal City
- Meaux
- Pecan Island
- Perry